# Henry Grey, 1. Duke of Suffolk

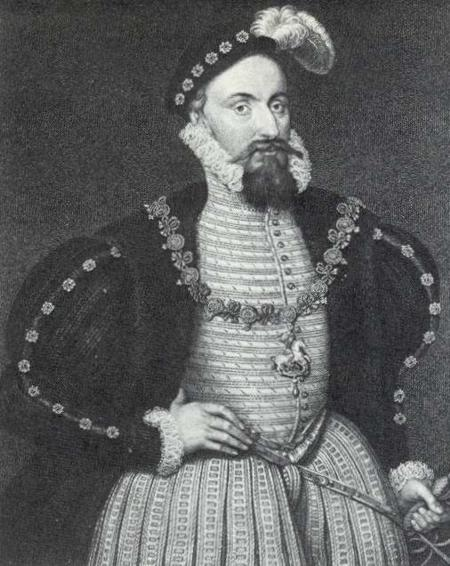
Henry Grey, 1. Duke of Suffolk

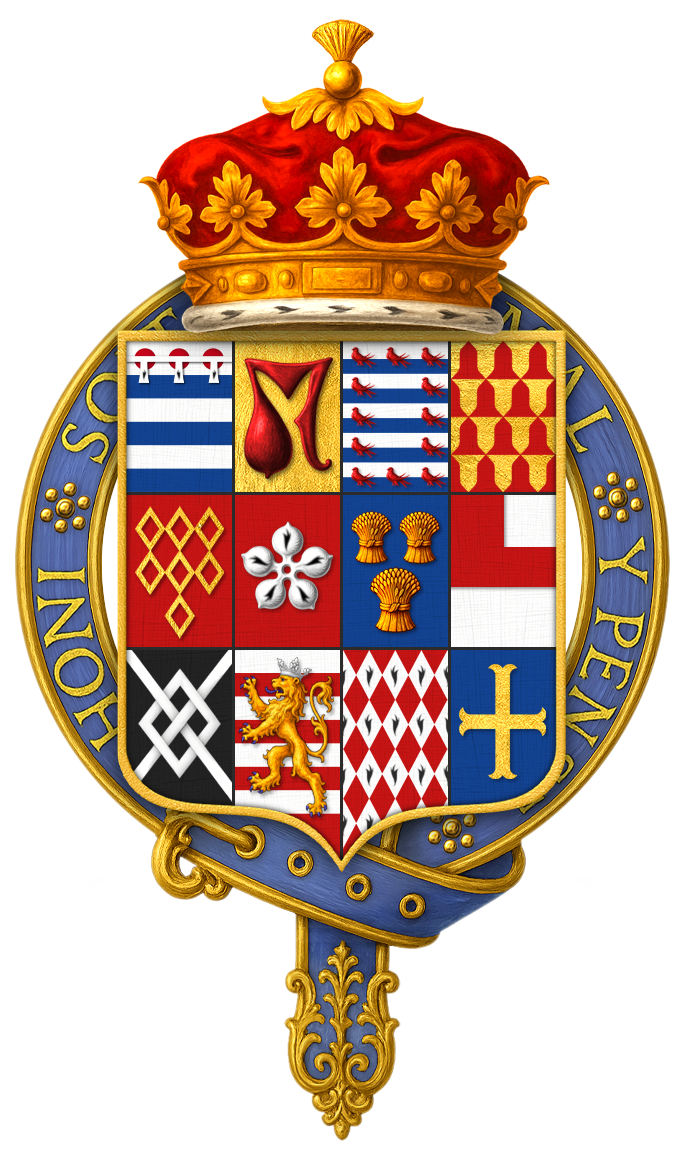
Wappen von Henry Grey, 1. Duke of Suffolk

Henry Grey, 1. Duke of Suffolk KG (* 17. Januar 1517; † 23. Februar 1554 in London), zwischen 1530 und 1551 bekannt als 3. Marquess of Dorset, war ein englischer Adliger zur Zeit der Tudors und der Vater von Lady Jane Grey, der sogenannten Neuntagekönigin.

## Leben

### Kindheit und Jugend
Henry Grey war der Sohn von Thomas Grey, 2. Marquess of Dorset und der Margaret Wotton. Beim Tod seines Vaters am 10. Oktober 1530 war er knapp 14 Jahre alt. Als ältester Sohn beerbte er seinen Vater und wurde 3. Marquess of Dorset. Da er aber noch minderjährig war, fiel seine Vormundschaft wie damals gebräuchlich an die Krone, obwohl seine Mutter noch lebte. Sein Vater hatte eine Ehe für ihn mit Katherine FitzAlan, der Tochter des Earl of Arundel arrangiert und seine Schwester Catherine hatte bereits Arundels Sohn und Erben Henry geehelicht, daher versuchte der Earl die Vormundschaft für den jungen Marquess of Dorset von der Krone zu kaufen. Der Junge lehnte jedoch Arundels Tochter ab (ob freiwillig oder auf Druck einiger Erwachsener ist unklar) und seine Vormundschaft wurde daraufhin von Charles Brandon, 1. Duke of Suffolk gekauft, der ihn mit seiner Tochter Frances verheiratete. Lady Frances war die älteste Tochter von Mary, der jüngeren Schwester Heinrichs VIII. und stand somit in der englischen Thronfolge.
Nach der Hochzeit verbrachten Henry und seine Frau ihre Zeit teils bei Hofe, teils auf dem Lande und machten sich rasch einen Namen als großzügige Gastgeber, was sich allerdings negativ auf ihre Finanzen auswirkte. Schon bald begann Henry Greys Mutter Thomas Cromwell, einen Minister des Königs und ehemaligen Gefolgsmann der Greys, mit Briefen zu bombardieren, in denen sie ihn beschwor, ihren Sohn zu einem maßvolleren Leben zu bekehren. Entgegen der Abmachung mit Charles Brandon schien sie einen Großteil von Henrys Schulden begleichen zu müssen, denn sie schreibt:

„Lord Suffolk schrieb mir neulich, dass ich einen Teil der Kosten für den Aufenthalt meines Sohnes bei Hofe als auch für seine Frau auf dem Lande übernehmen soll, beziehungsweise dass sie und ihre Gefolgschaft sich bei mir aufhalten sollten. Als Lord Suffolk dem König die Heirat meines Sohnes antrug, sprach er von meiner diesbezüglichen „Herablassung“. Damals schrieb ich Lord Suffolk, wenn es ihm gefiel, meinen Sohn in eine edle Familie einheiraten zu lassen, würde ich zustimmen, solange er mich von der Verpflichtung befreite, meinen Sohn während seiner Unmündigkeit unterhalten zu müssen. Obwohl Lord Suffolk wie versprochen drei oder vier Jahre die Kosten übernimmt, werden mit dem Ablauf der Unmündigkeit mein Sohn, seine Frau und ihr gesamtes Gefolge mir zu Last fallen und dann werden die Kosten sehr viel höher sein.“

Cromwell schien die Aufgabe, Henry Grey zu mehr Mäßigung anzuhalten, nicht sonderlich erfolgreich erfüllt zu haben, denn die Briefe der alten Dame wurden immer dringender und flehender. Um seine Schulden abzahlen zu können, zögerte ihr Sohn nicht, Besitztümer seiner Mutter, die er als sein Erbe betrachtete, aus ihrem Haus zu räumen. Er und Frances hatten drei Kinder, die das Kindesalter überlebten: Lady Jane Grey (1537–1554), Lady Catherine Grey (1540–1568) und Lady Mary Grey (1545–1578).

### Unter Edward VI.
Während der letzten Regierungsjahre Heinrichs VIII. gelang es Henry Grey, an dessen Hof Fuß zu fassen. Bei der Krönung von Anne Boleyn 1533, bei der Ankunft der Anna von Kleve, sowie bei der Eroberung von Boulogne 1545 amtierte er als Schwertträger des Königs. Im Parlament war es ihm erlaubt, die sogenannte Cap of Maintenance zu tragen, eine Samthaube, die zu den königlichen Insignien zählte. Während des Frankreichfeldzugs von 1545 diente er als Feldherr. 1547 wurde er Ritter des Hosenbandordens.
Nach dem Tod Heinrichs VIII. im Jahr 1547 gelang es den Greys nicht, das Wohlwollen von Edward Seymour zu gewinnen, dem Protektor Englands während der Unmündigkeit des jungen Königs Eduard VI. In dieser Situation versuchte Henry Grey dennoch, seiner Familie einen Anteil an der Macht zu sichern, indem er, mit Hilfe von Thomas Seymour, dem Bruder des Protektors, eine Ehe seiner Tochter Lady Jane Grey mit Eduard VI. arrangieren wollte. Der Plan schlug fehl und Thomas Seymour wurde hingerichtet, Henry Grey blieb dagegen unbehelligt.
1549 gelang es schließlich John Dudley, 1. Duke of Northumberland, Edward Seymour zu stürzen und sich an dessen Stelle zum Regenten zu machen. Seine Macht sicherte er sich, indem er seine Freunde in den Privy Council berufen ließ, darunter auch Henry Grey. Dessen Unterstützung belohnte Dudley, indem er ihn 1551 zum Duke of Suffolk ernannte.
Grey war ein überzeugter Protestant, der darauf drängte, die Reformation in England weiterzutreiben. Dafür erhielt er die Anerkennung protestantischer Theologen wie Heinrich Bullinger, der dem englischen Adligen eines seiner Bücher widmete.

### Rebellion und Hinrichtung
Als Eduard VI. am 6. Juli 1553 gerade einmal 15-jährig starb, sah Henry Grey seine Stunde gekommen und setzte alles daran, seine Tochter Jane Grey zur Königin zu machen, die die nächste protestantische Verwandte der Tudors war. Der Umsturzversuch gegen die katholische Thronanwärterin Maria I. scheiterte allerdings am 19. Juli. Zunächst entgingen die Greys noch einer etwaigen Rache Marias, da Henrys Frau mit ihr freundschaftlich verbunden war. Als sie aber den vergeblichen Umsturzversuch des Thomas Wyatt Anfang 1554 unterstützten, ließ Maria ihnen den Hochverratsprozess machen. Lady Jane wurde am 12. Februar 1554, ihr Vater wurde wenig später, am 23. Februar, enthauptet.